# 直昇機登陸船塢艦

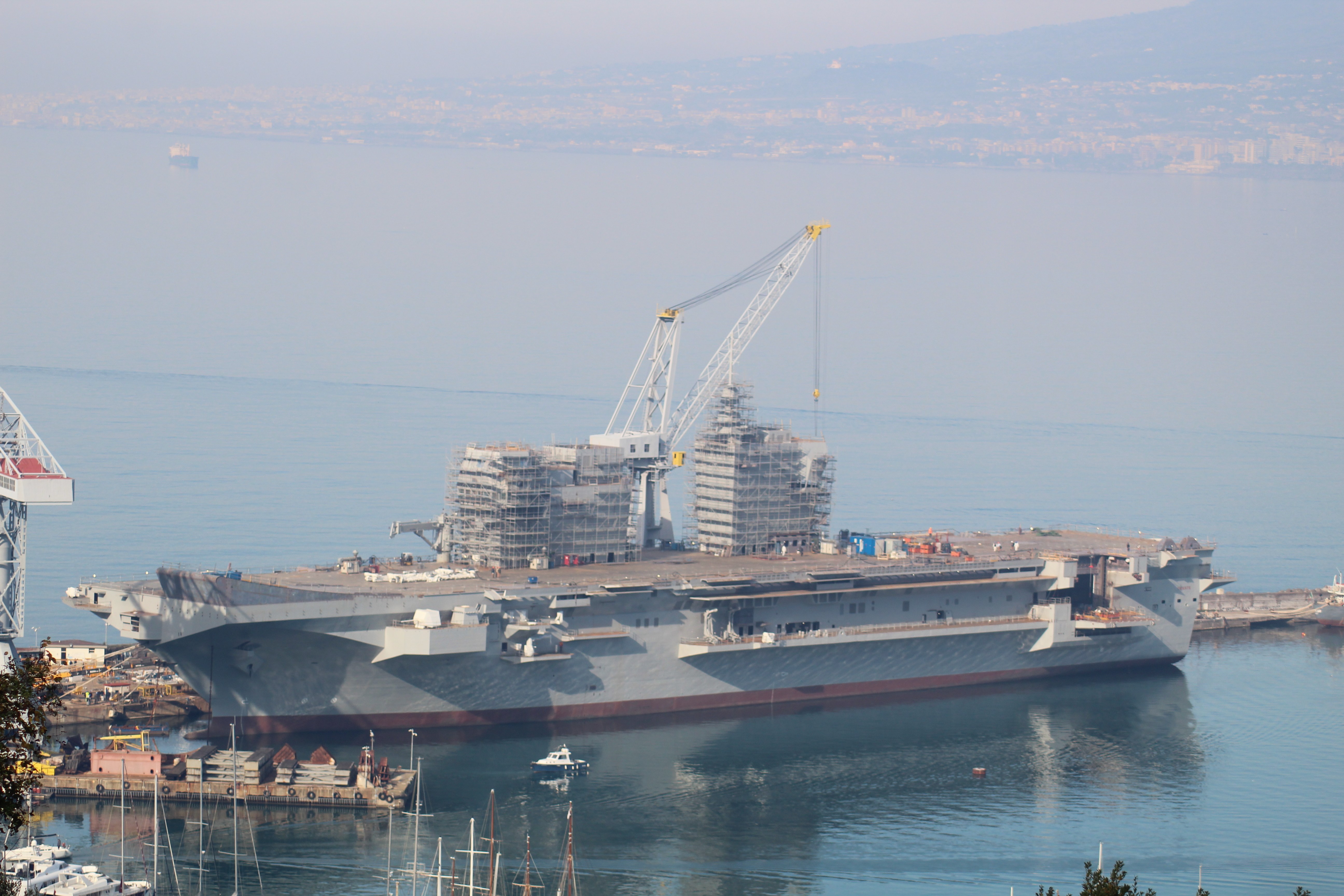
與LPH和LHA不同，LHD的飛行甲板可能有滑躍坡道

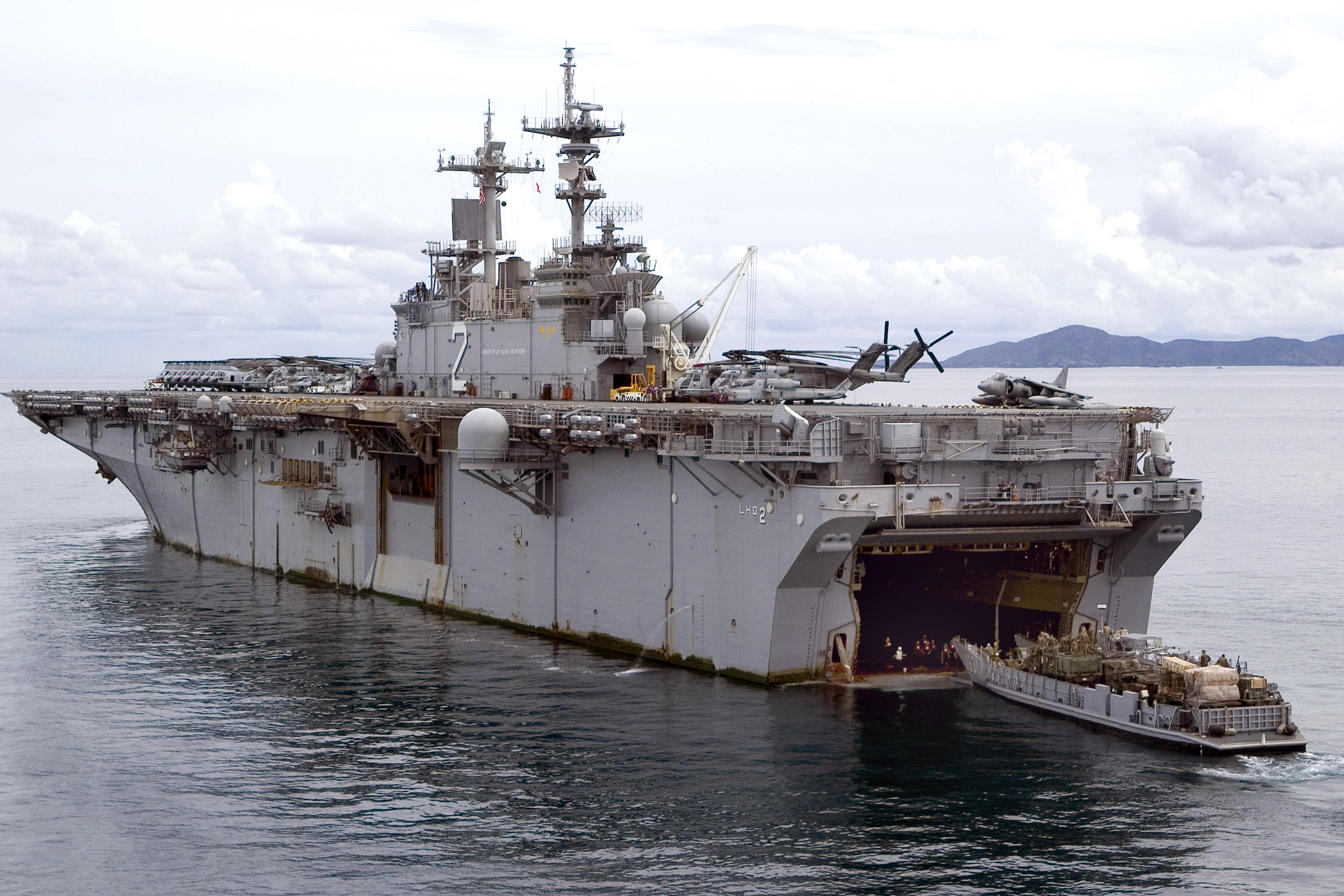
埃塞克斯號航空母艦與一艘登陸艇進行 尾門對接

直升機起降登陸艦（LHD）是一種多用途兩棲攻擊艦，能作为直升机航空母舰来进行旋翼航空器（直升机和倾转旋翼机）起降并同时拥有能支持登陆艇的坞舱。美國海軍 (USN) 和澳大利亞皇家海軍 (RAN) 使用該術語作為船體分類符號。
直升机起降登陆艇擁有與轻型航空母舰類似的完整飛行甲板，可操作通用直升機和攻擊直升機。有些還可以操作傾轉旋翼飛機（例如V-22）和垂直起降飛機（例如AV-8B和F-35）。此類艦艇的例子包括美國海軍的黄蜂级两栖攻击舰、法國海軍的西北風級兩棲突擊艦和西班牙海軍的艦艇胡安·卡洛斯一世級及包括基於該級的設計，例如澳大利亞皇家海軍的堪培拉级两棲攻击舰。其他國家也使用該名稱來稱呼其船隻，例如韓國海軍為其獨島級艦艇使用該名稱。
美國海軍的直昇機登陸突擊艦 (LHA) 戰艦等級均位於 LHD 等級之前和之後。大多數兩棲攻擊艦還擁有與兩棲攻擊艦大小相當的井圍甲板，除了前兩艘美國兩棲攻擊艦（LHA-6和LHA-7 ）完全沒有井圍甲板，提升了更大的航空設施空間。然而，LHA-8 將配備井圍甲板，使其恢復到之前狀態。